# Filippo Villani

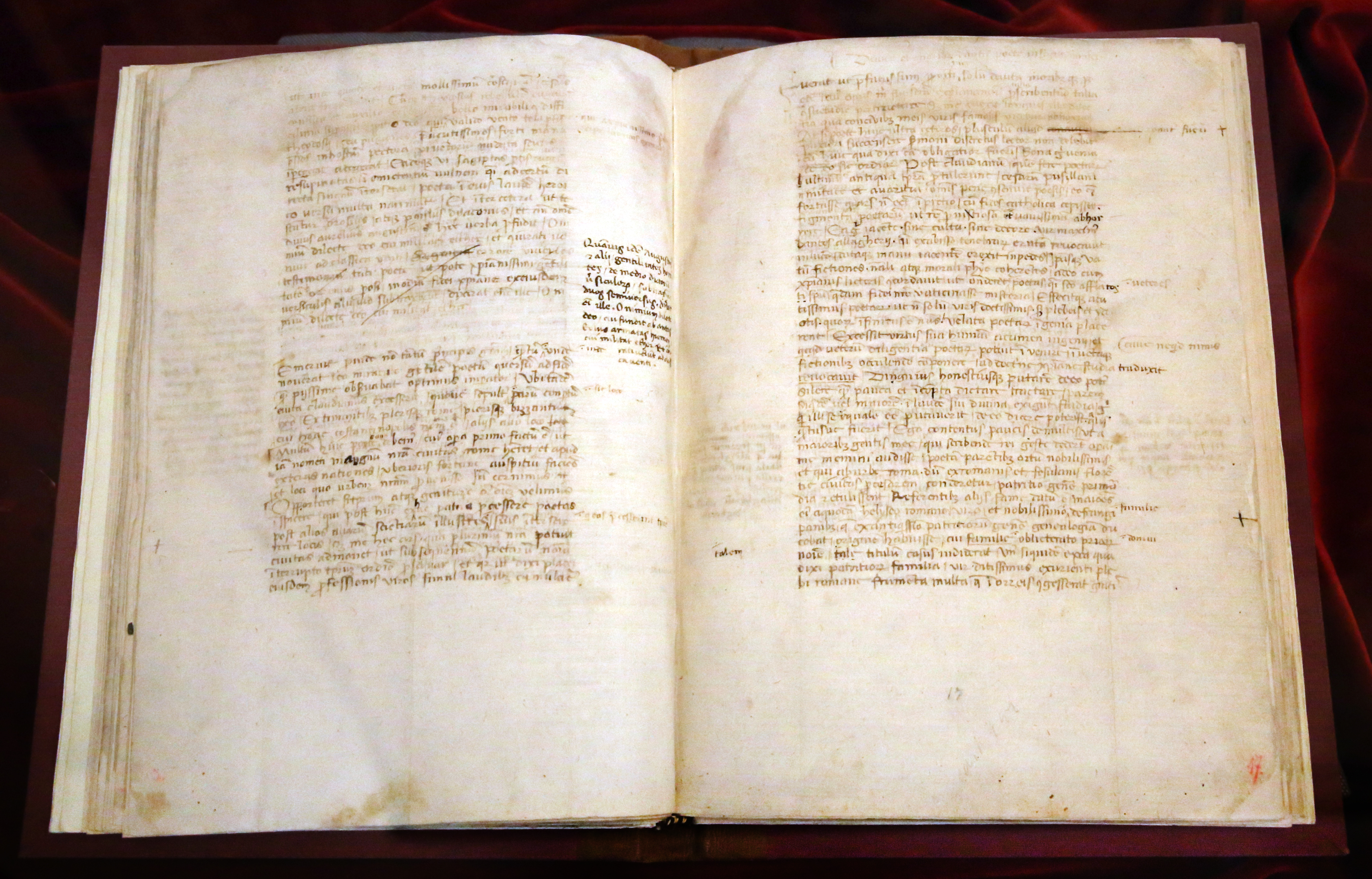
De vita et mortibus Dantis poetae comici insignis, 1390 ca.

Filippo Villani, född 1325 i Florens, död där 1407, var en italiensk rättslärd och historiker. Han var son till Matteo Villani och brorson till Giovanni Villani.
Filippo Villani avslutade sin fars och farbrors krönika med en litterärt konstrikare, men rent historiskt mindre värdefull framställning av händelserna fram till år 1365. Han är märkvärdig som författare till den första italienska litteraturhistorien. Detta verk, som skrevs på latin, utgav Giammaria Mazzucchelli 1747 i en gammal italiensk översättning, Vite d'uomini illustri fiorentini. 